# Heinrich Siefer
Heinrich Siefer (* 1959 im Oldenburger Münsterland) ist ein deutscher römisch-katholischer Theologe, Erziehungswissenschaftler und Autor.
Von 1979 bis 1989 studierte er Erziehungswissenschaften und katholische Theologie an der Universität Hannover. Gleichzeitig war er von 1985 bis 1989 Mitarbeiter beim Bischöflich Münsterschen Offizialat in Vechta, danach bis 1991 Leiter der Familienbildungsstätte in Lohne. Seit 1991 arbeitet er als Dozent an der Katholischen Akademie im Cloppenburger Ortsteil Stapelfeld.
Heinrich Siefer setzt sich in mannigfacher Weise für die niederdeutsche Sprache ein. Besonders bekannt ist sein Eintreten für die Verwendung von Niederdeutsch in Pflegeeinrichtungen. Er setzt sich für diesbezügliche Schulungen des Personals ein und zwar nicht nur, weil der Zugang zu älteren Menschen und das Gespräch mit ihnen auf Plattdeutsch erheblich leichter fällt, sondern vorrangig auch, weil Platt für viele Ältere ein Stück Lebensqualität darstellt.
Siefer ist seit 1991 im Schrieverkring Weser-Ems aktiv, wirbt als Mitglied der Arbeitsgemeinschaft Plattdüütsch in de Kark Neddersassen/Bremen auch auf Kirchentagen und Katholikentagen für Plattdeutsch und ist Mitherausgeber der Zeitschrift für plattdeutsche Gemeindearbeit De Kennung. Des Weiteren ist er Leiter der Arbeitsgemeinschaft niederdeutsche Sprache und Literatur in der Oldenburgischen Landschaft, Sprecher der „Fachgruppe Niederdeutsch und Saterfriesisch“ im Niedersächsischen Heimatbund und Delegierter im Bundsraat för Nedderdüütsch.
Im Jahr 2015 wurde er für sein Engagement für die niederdeutsche Sprache mit dem Heinrich-Schmidt-Barrien-Preis ausgezeichnet.
Heinrich Siefer lebt in Cloppenburg.

## Werke
- [als Hrsg.:] Wiehnacht an'n Kamin. Riemels un Vertellsels von Advent bit Käonigen. Katholische Akademie und Heimvolkshochschule, Kardinal von Galen Haus, Stapelfeld [ca. 1994], ISBN 3-930798-07-7
- [Red.:] Is weer Winter. Vertellsels un Riemels van Wiehnachts- un Wintertied. Hrsg.: "Plattdüütsch Warkstäe - Staopelfeld". Terwelp, Cloppenburg 2001, ISBN 3-925019-17-0
- [als Hrsg.] mit Sebastian Hackmann [Hrsg.] und Dietmar Kattinger [Hrsg.]: Morgen roop ich di wedder an. Von Wangerooge bis Westfalen. Gebete in plattdeutscher Sprache. Dialogverlag, Münster 2004, ISBN 3-933144-91-4
- [Red.] mit Willi Rolfes: Wulkenland. Een plattdüütsch Bauk. Isensee, Oldenburg 2004. ISBN 3-89995-130-1
- Ik bün dien - Du büst mien! Naohdenken över Gott un de Welt. Dialogverlag, Münster 2005, ISBN 3-937961-18-6
- Maria Maienkäönigin. Maiandacht in use Mudderspraoke Plattdüütsch. Dialogverlag, Münster 2006
- [als Hrsg.:] Tinkeln Steerns in klaore Nachten. Weihnachtsgeschichten van Schrievers ut use Ollenborger Münsterland. Plattdüütsch Warkstäe Staopelfeld. Terwelp, Cloppenburg 2006. ISBN 978-3-925019-22-7
- [als Hrsg.] mit Tobias Böckermann und Willi Rolfes: Van Moor un Törf. Plattdüütsche Geschichten un Biller. Atelier im Bauernhaus, [Fischerhude] [2008], ISBN 978-3-88132-316-1
- mit Willi Rolfes: Land so wiet. Dat Ollenborger Münsterland in Riemels un Geschichten. Ein plattdeutsches Lesebuch. Ed. Temmen, Bremen 2014, ISBN 978-3-8378-5031-4